# 袁峻
袁 峻（えん しゅん、生没年不詳）は、南朝梁の官僚・文人。字は孝高。本貫は陳郡陽夏県。後漢末の郎中令の袁渙の七世の孫にあたる。

## 経歴
袁淑（袁豹の子）の子として生まれた。早くに父を失い、志に篤く学問を好んだ。家が貧しく書物がなかったため、人に借りては書き写し、日に紙50枚を自らに課し、紙数に達しないと、休息もしなかった。喋り言葉は下手であったが、文章を書くのは巧みだった。
中興元年（501年）、蕭衍が建康を占領すると、その弟の蕭恢が東方の破岡に駐屯し、袁峻は蕭恢に従って書記の事務を管掌した。天監元年（502年）、蕭恢が鄱陽王となると、袁峻は鄱陽国侍郎となり、京口に駐屯した。天監4年（505年）、蕭恢が郢州刺史に転じると、袁峻は都曹参軍を兼ねた。
天監6年（507年）、揚雄の官箴に倣った辞賦を献上し、武帝（蕭衍）の賞賛を受けた。員外散騎侍郎に任じられ、文徳殿の学士省に宿直した。『史記』や『漢書』を抜き書きして、おのおの20巻にまとめた。陸倕とともに新たな宮城の門に刻む銘文を作った。

## 伝記資料
- 『梁書』巻49 列伝第43
- 『南史』巻72 列伝第62